# Vegeta
Vegeta (Веге́та) — хорватська торговельна марка, під якою виробляються готові суміші спецій для приготування різноманітних страв. Належить хорватській компанії Podravka, продукція виробляється на виробничих потужностях підприємства у хорватській Копривниці, виробничими філіями компанії у Польщі та Угорщині. 
Найпопулярніший продукт торговельної марки — класична суміш Vegeta реалізується на 40 національних ринках на 5 континентах, включаючи ринок України.

## Історія
Класична суміш спецій та овочів Vegeta була розроблена 1959 року у лабораторії підприємства під керівництвом науковиці Злати Бартл. Суміш швидко завоювала популярність серед споживачів у СФРЮ і вже у 1960-х роках її почали експортувати до Угорщини та СРСР. У подальшому географія продажів цього продукту лише розширювалася.
Довгий час під торговельною маркою Vegeta реалізовувалася лише оригінальна універсальна суміш спецій, однак у 2000-х роках до асортименту продукції цього відомого бренду було додано відразу декілька спеціальних сумішей, покликаних полегшити приготування конкретних страв або підкреслити смакові якості конкретних харчових продуктів.

## Склад класичної Vegeta
Класична Vegeta позиціонується як універсальна приправа, додавання якої покращує смакові якості перших та других страв. З огляду на значний вміст солі у приправі страви, зготовлені з використанням Vegeta, додаткового підсолювання зазвичай не потребують.
Склад класичної Vegeta (за інформацією на пакуванні):
- сіль (до 56%)
- сушені овочі (15,5% — морква, пастернак, цибуля, селера, листя петрушки)
- підсилювачі смаку (глутамат натрію, до 15%, інозинат натрію)
- цукор
- спеції
- кукурудзяний крохмаль
- рибофлавін (барвник)

| Енергетична цінність | 583 кДж (137 кКал) |
| Протеїни             | 8,5 г              |
| Вуглеводи            | 24,5 г             |
| Жири                 | 0,6 г              |

## Асортимент продукції
Крім класичної суміші Vegeta під цією торговельною маркою наразі виробляється ще декілька спеціальних сумішей спецій та трав, зокрема:
- Vegeta Mediteran — суміш, покликана підкреслити смакові якості страв середземноморської кухні. До складу входять базилік, коріандр, лавровий лист, орегано, сушені томати.
- Vegeta Piquant — порівняно гостра суміш, до якої входять перець чилі, паприка, інші різновиди перців, а також орегано, насіння кмину та часник.
- Vegeta Fish — спеціальна суміш спецій для приготування страв з риби.
- Vegeta Chicken — спеціальна суміш спецій для приготування страв з курячого м’яса.
- Vegeta Grill — спеціальна суміш спецій для приготування страв на грилі.
- Vegeta Salad — спеціальна суміш спецій для приготування салатів.